# Czerna Mesta
Czerna Mesta (bułg. Черна Места) – rzeka w południowo-zachodniej Bułgarii, źródłowy ciek Mesty w zlewisku Morza Egejskiego. Długość - 23,3 km, powierzchnia zlewni - 164 km². 
Czerna Mesta powstaje z połączenia potoków Sofanica, Kardanica i Leewsztica spływających spod przełęczy Wyrwi sekuł we wschodniej części masywu górskiego Riła. Płynie na południe i koło wsi Jakoruda łączy się z Bełą Mestą, tworząc Mestę. 
Dolina Czernej Mesty jest wąska i skalista, o stromych brzegach. Rzeka ma jednocześnie duży spadek (średnio 64,7 m/km). Te warunki dają spory potencjał energetyczny, szacowany na 1,35 MW. W 2003 rozpoczęto koło wsi Jakoruda budowę niewielkiej elektrowni wodnej.